# Кага (линеен кораб, 1921)
Кага (на японски: 加賀, като самолетоносач: на японски: 加賀航空母艦, на английски: Kaga) е заложен и спуснат на вода като линеен кораб на Императорския флот на Япония от типа „Тоса“, впоследствие тежък самолетоносач. Преоборудван от подлежащия за унищожаване според Договора за съкращаване на ВМС (1922 г.) 2-ри корпус от линкорния проект „Тоса“ (3-ти корпус от плана за военно корабостроене от 1920 г. („8 – 8“) на Императорска Япония). В състава на 1-ва (авионосна) дивизия на ВМС в периода 1930 – 1940-те години взема участие в китайския конфликт (окупацията на град Шанхай) и бойните действия от първия период на войната в Тихия океан (ударът по Тихоокеанския флот на ВМС на САЩ и Далекоизточния флот на ВМС на Великобритания и настъпателната операция при атола Мидуей). Потопен е на 4 юни 1942 г. в битката при Мидуей, след като е повреден от пет преки бомбени попадения, изоставен е от екипажа си в резултат на избухналите пожари и е унищожен след торпедна атака на охраната си.

## Проект за самолетоносач от първо поколение
„Кага“ се строи като линеен кораб и е спуснат на вода на 17 ноември 1921 г. в корабостроителницата на Kawasaki Heavy Industries в Кобе. На 5 февруари 1922 г. работите по двата кораба от типа „Тоса“ са прекратени и те са определени за скрап, съгласно условията на Вашингтонския морски договор.
Договорът позволява преоборудването на корпусите на два линейни кораба или крайцера в самолетоносачи със стандартна водоизместимост от 33 000 тона. Отначало за това са избрани незавършените линейни крайцери „Амаги“ и „Акаги“, но през 1923 г. голямото земетресение в Канто поврежда до такава степен корпуса на „Амаги“, че той не подлежи на ремонт. На негово място, като втори корпус от планираните самолетоносачи е избран „Кага“. Под влиянието на компоновката на самолетоносачите от първо поколение на ВМС на Великобритания (№ 47 „Фюриъс“ (HMS Furious, 1917) и № 17 „Аргус“, (HMS Argus)) характерна черта на първото поколение самолетоносачи на Императорска Япония през 1920-те години става триетажната полетна компоновка от палуба за кацане и носови площадки за излитане.
Преустройството на кораба започва още същата година и продължава до 1928 г. При завършването си, самолетоносачът има две главни хангарни палуби и трети спомагателен хангар с общ капацитет от 60 самолета. На носа хангарите преминават в две палуби за излитане. Това позволява на самолетите да излитат директно от хангарите, докато приземяващите се самолети кацат на главната полетна палуба отгоре. Отделените газове са отвеждани чрез две дълги хоризонтални тръби, които излизат от двете страни на рампата на полетната палуба. „Кага“ е въоръжен с десет 203-мм оръдия, в комбинация с двойни оръдейни кули и каземати. Бордовата и палубната броня са значително намалени спрямо тази на линейния кораб. На кораба не е поставен катапулт. Завършен нацяло самолетоносачът извършва двегодишни пробни плавания преди да бъде приет на въоръжение. По-късно обаче се оказва, че подреждането на няколко летателни палуби една върху друга се оказва несполучливо.

## Модернизация до второ поколение самолетоносач
- Първоначална компоновка на „Кага“ (1930 г.)
- „Кага“ като самолетоносач от второ поколение (1940 г.)
- Самолетоносачите от проекта „Лексингтън“ САЩ

Основната цел на преоборудването на тежките самолетоносачи „Кага“ и „Акаги“ е необходимостта от бързото получаване в строя на ВМС на гладкопалубни самолетоносачи от второ поколение, които да бъдат способни да експлоатират постъпващите на въоръжение в авиацията през 1930-те години скоростни моноплани и да имат в своя състав тежък самолетоносач, примерно равен на най-новите самолетоносачи от проекта „Лексингтън“. Освен удулжената кърмова част и монтажа на цяла полетна палуба, преустройството включва частична замяна на ГЕУ и препроектиране на системата за димоотвеждане за подобряване на ходовите качества. Напълно е преразгледана схемата на артилерията с демонтаж на куполните установки и поставянето на спонсонен главен калибър артилерия за ПВО и скорострелна малокалибрена артилерия образец от 1930-те години. Поради малкия запас устойчивост е прието решението да не се заменя конструкцията на корпуса, които се ограничават с нарастване на полетната палуба към носа и монтаж на обща тръба за димоотвеждане. Безпокойство предизвиква голямата парусност на корпуса при ниска устойчивост, важността на която става очевидна след щормовия овърщаг на миноносеца „Томоджуру“ през 1934 г.

### Резултати от модернизацията
Във връзка с големия обем на планираните работи по линкорния корпус самолетоносача „Кага“ е предаден на корабния резерв в края на 1933 г. и през лятото на 1934 г. първи влиза за двугодишна модернизация. Корабът е въведен в док корабостроителния завод на ВМС в Сасебо до есента на 1936 г.. След замяната на кърмовата двойка лицензионни турбини „Кавасаки-Къртис“ (обр. 1896 г.) с турбини групи по проект на ГУК (Главно управление по корабостроене) на ВМС от 1920-те г. приръста в мощността на машините съставя 35 хил. к.с., обаче за прираст в скоростта на хода пречи увеличаването на дължината и масата на корпуса. Пълният ход на кораба (до 28 въз.) си остава най-ниския сред самолетоносачите на Японската империя, предизвиквайки опасения за ограничаване на бойната подвижност на нейните авионосните съединения. През лятото на 1936 г. корабът е предаден в състава на 1-ва дивизия самолетоносачи на 1-ви флот на ВМС, ставайки най-големият по водоизместимост довоенен самолетоносач на Императорска Япония (до появата на „Шинано“). През зимата на 1938 – 1939 г. отново преминава малка модернизация с увеличаване площта на хангарите и полетната палуба, доработки на ГКП (главен команден пункт) и аерофинишърите.

## Корпус
Корпусът на линкорния проект „Тоса“ е с по-ниски показатели на хода, отколкото при линейните крайцери от проекта „Амаги“ с пълна водоизместимост на второто поколение самолетоносач до 42 хил.т. Корпусът е заварен, стоманен, гладкопалубен от силициевоманганена стомана „Колвил“ (високоякостна, 0,3% въглерод, 1,5% манган) с двойно дъно, по някои от шпангоутите укрепен с нитове. Обшивката е от конструкционна закалена стомана и изпълнява ролята на противоосколъчно брониране. Горната част на корпуса над бронепалубата е напълно заета от отделенията на хангарите за авиацията. Под бронепалубата, в централната част, са разположени отсеците на ГЕУ и паропроизводителната установка, а в носовата и кърмовата за боезапаса и бензинохранилищата.
Корпусът има шест палуби и две платформи:
- полетна
- зенитна
- 1-ва горна
- 2-ра горна
- средна
- долна
- долна платформа
- трюмна платформа

Горната палуба е направена от по-дебели листове с усилвания на улеите на димоотводите.
Благодарение на голямата водоизместимост на линкорния корпус, поставяният при леките самолетоносачи хироуспокоител на люлеенето не се използва. С удължаването на носовия край с 10 м, общата дължина на корпуса съставя 248 м. За подобряванетп на устойчивостта и противоторпедната защита корпусът е оборудван с бордови були до обща ширина от 32,5 м. С демонтажа на носовите площадки за излитане е проектирана островна надстройка с кръгов обзор.
По своята устойчивост линкорният корпус с булите удовлетворява следните изисквания:
- при наводняване на небронирани отсеци без преобръщане бронираният надводен обем трябва да състави над 25%;
- при наводняване на отсеците по единия борд и краищата корабът трябва да запазва положителна метацентрична височина.

Военнослужещите на кораба, по сравнение с други проекти, имащи за основа крайцерски обводи, отбелязват свръхвисоката устойчивост на широкия линкорен корпус по вълната и лекотата на палубните работи благодарение на високия борд (почти 22 м над водата). В северната част на Тихия океан, при захода за операцията в Хаваите максималният отчетен диапазон на щормово люлеене съставлява 3° (11° за „Хирю“ и до 20° при „Шокаку“). Отбелязани са случаи, когато екипа в трюмните отсеци, поради липсата на люлеене, не забелязва отплаването на кораба в морето. Независимо от удължението на кърмата, ръста в скоростта, с линкорните обводи, съставя не повече от 2 въз. (до 28 въз.). ГУК на ВМС планира приръст в скоростта до нивото на бързоходния корпус на „Акаги“ (30 въз.), но линкорният корпус си остава по-бавен, поради нарастването на водоизместимостта (39 хил. т) и наличието на були. Известно е, че по време на подготовката на настъпателната операция срещу Хаваи, за излитането на тежката авиация, корабът за кратко развива скорост до 30 възела.

### Бронева и конструктивна защита
Както и при другите авионосни проекти на Императорска Япония фермената полетна палуба не защитава корпуса от преки попадения на авиобобмби. Боезапасът, бензинохранилищата и жизненоважните елементи се намират зад пояс от цементирана хромникелева бронестомана „Викерс“ (с дебелина 15 см на 2/3 от дължината на линкорния корпус, защитата на ГЕУ и бензинохранилищата от попадения е 5 дм). Бензинохранилищата са прикрити от бронирана кутия от бронепояса, бронепалубата и двойното бронедъно, боезапасът – от пояса и траверса от бронестомана „Викерс“ и втората (долна) бронепалуба. Дебелината на бронепалубите с изрезите за домоотводите и бронерешетките е до 5 см (в зависимост от участъка). Бронезащита имат румпелните отделения и отделенията на рулевите машини, дебелината е неизвестна. Подводната защита на ГЕУ се състои от двоен борд с отграждаща мазутната цистерна преграда от маганова стомана.

### Противопожарна защита
В стремежа си да се облегчи хангарното обслужване на летателните апарати (ЛА) проектантите достатъчно компактно разполагат бензиноколонките и пунктовете за окачване на въоръженията в горния хангар за ударната авиация. Независимо от принудителната вентилация, в затворения обем с ВВ и бензинови пари има постоянна заплаха от обемен взрив. Достъпни за обслужване, но потенциално пожароопасни са включените в конструкцията бензинохранилища и бензинопроводи. При хидравлични удари и пукнатини в корпуса херметичността на бензинохранилищата се нарушава, допускайки разпространението по кораба на бензинови пари. В първия етап от войната ВМС на Императорска Япония не срещат сериозна съпротива, и общата пожароопасност на авионосните проекти не се проявява наяве. Според резултатите от авионападенията при архипелага на Филипините и атола Мидуей става ясно, че корабите могат за загинат от едновременното попадения на 2 – 3 авиобомби среден калибър.

## Енергетична установка

### Турбинна установка
След последната модернизация корабът носи 4 единични турбинни групи (127 хил. к.с. при ход 28 възела) в четири водонепроницаеми отсека. Предната двойка турбинни групи са „Кавасаки-Къртис“ образец 1896 г. и привеждат в движение външната двойка главни гребни валове, кърмовата двойка, проект на ГУК на ВМС образец 1924 г.  (на японски кампонсики дзьоки кикан), – вътрешната двойка главни гребни валове. Всеки гребен вал задвижва трилопастен гребен винт от лят бронз с диаметър 4,4 м. Турбинната група (три ротора за преден ход и два реверсни) включва части (турбини) за високо, средно и ниско налягане (ТВН-ТСН-ТНН) и осъгурява въртенето на един вал на пълен и икономичен (крайцерски) ход. Турбинната група проект на ГУК на имперските ВМС има активни ротори (роторът за високото налягане е еднопоточен, останалите са двупоточни) с лети валове и ковани лопатки от неръждаема стомана на ВМС №2  (на японски кайгун оцу теппан). Използването на активните ротори снижава икономичността на разхода на пара, но при по-голяма дълговечност на самите турбини. Честотата на въртене на турбинния вал е 1,8 и 2,3 хил. об/мин (ТНН/ТВН и ТСН). Главният редуктор е хеликоиден, централното зъбно колело се задвижва от водещите колела на трите турбини). Корпусът на ТНН има реверсен ротор (10 хил. к.с.) и ротор за икономичен ход (до 8 хил. об/мин, 16 хил. к.с. или 22 хил. к.с. при форсаж). Предавателните числа на главния вал за пълния ход са 6,74 – 7,68, а за икономичната скорост на хода: 4,11 – 8,25. Спомагателните механизми на ГТЗА са дублирани (циркулационните, кондензаторните и маслените помпи) с паросилово задвижване.

### Паропроизводителна установка
Изработката на прегрятата пара за турбинната установка и спомагателните механизми се осигурява от 8 главни парни котела „ПК-2“ проект на ГУК на ВМС от 1914 г.  (на японски Кампон рогата дзьокикан) в автономни водонепроницаеми отсеци с двоен комплект спомагателни турбомеханизми (котелни вентилатори, водни и нефтени помпи). Парният котел „ПК-2“ е мазутен петинжекторен, водотръбен, триъгълен тип с габарити: дължина 3,5 м, ширина 4,3 м и височина 3,8 м. Работното налягане на парата 30 атм.  при нейна температура от 350 °C с паропроизводителност на котел от 103 т/час (на изпитанията). 5 хиляди водогрейни тръбички (с повърхност на нагряване 1,3 хил. м²) са съединени в двата долни кръгли водни колектора (0,6 м) с горния парен колектор (1,2 м) и с паропрегревателя (с повърхност на нагряване 300 м²). Отработената пара от турбинната група се кондензира в еднопоточния главен кондензатор с площад на топлообмен 5,5 хил. м². Корпусът на главния кондензатор е монтиран непосредствено под корпуса на ТНН (по един такъв на турбинна група). Дестилираната вода се подава в котела при температура над 100 °C с помощта на отработената пара от помпите и турбовентилаторите. Запасът котелна вода се попълва от изпарители в котелните отделения.

### Запас гориво
Линкорният корпус има преимущества пред последващите проекти по далечина на плаване (хода) и запаса гориво, което има роля при планирането на настъпателната операция срещу Хаваите. Пълният запас корабен мазут е 8,2 хил. т, далечината на хода е до 8 хил. мили (на 16 въз.). Вместимостта на бензинохранилищата 0,5 хил. т (с 0,1 хил. т повече, отколкото при корабите от проекта „Лексингтън“).

## Команден пункт на кораба
Четириетажния кулоподобен КП по десния борд се опира на линкорния корпус под нивото на полетната палуба. Тесният КП намалява вероятността от авариен сблъсък с ЛА завиващ при кацане вляво от винта на самолета и минимизира аеродинамичните смущения по полетната палуба. С увеличаване на числеността на екипажа и присъствието на борда на флагманския кораб на щаба на дивизията малката площ на КП се смята за недостатък. КП има бойни постове: авиоБЧ (бойна част) и ВНОС (въздушен контрол, оповестяване и свръзка), щурманска и артБЧ, БЧ за свръзка, щабни помещения и каюти. На стената на КП, на нивото на полетната палуба, има дъска за оперативните заповеди на авиоБЧ. Зад КП се намира триногата мачта за сигналните флагове, на надстройката има сигнални прожектори.
| Палуба | БЧ                    | Носова част                                          | Кърмова част                                         |
| ------ | --------------------- | ---------------------------------------------------- | ---------------------------------------------------- |
| 4-та   | артБЧ                 | постове на ВНОС                                      | Далекомер антени прожектор                           |
| 3-та   | Щурманска             | Рулева рубка, постове на ВНОС и свръзката, прожектор | Рулева рубка, постове на ВНОС и свръзката, прожектор |
| 2-ра   | Щурманска/ Авиационна | Рулева рубка Радиопеленгатори                        | КП на авиоБЧ                                         |
| 1-a    | Щурманска/ Авиационна | Щурманска рубка Радиотелефони                        | Дъска за заповеди на авиоБЧ                          |

## Обезпечаване на полетите

### Полетна палуба
Полетната палуба е оборудвана с подемници, ветрозащитни щитове, спасителни мрежи, аерофинишери, бариери, релинги, техплощадки, колонки за зареждане, указател за вятъра, прожектори, навигационни светлини, противопожарно оборудване и маркировка. Палубата с дължина 248 м и ширина 29 м е увеличена върху пилерси до носовия край, ликвидиран е носовия наклон, носовите площадки са демонтирани. Пространствената конструкция на палубата е от седем стиковани хангарни прегради с технологични жлебове, прикрити от метални ленти. Конструкцията ѝ е сегметирана, рамкова от карлингси и бимсове с метална и дървена (освен на двата крайни сегмента) настилка. Конструкцията на палубата е изключена от силовата набор на корпуса, което осигурява икономия на тегло. Палубата е с площ 7,5 хил. м² (с 500 м² повече от палубата на „Акаги“ и със 700 м² от тази на проекта „Шокаку“). Освен устойчивостта в морето, летците отбелязват облекчаващата кацането широка (до 30 м) палуба и малката турбулентност на въздуха над нея. Усещане за голяма свобода на палубата на кораба е отбелязвана и от офицери на тежкия „Хирю“, ширината на палубата на който е малко по-малка (27 м).

### Аерофинишери
За осигуряване на късото кацане за всички типове ЛА палубата има 9 напречни индукционни аерофинишъра Куре-4 със спиране от барабани от трюмната електрогенераторна система. При приемането на ЛА линията на въжетата се издига на височина 35 см над палубата от постовете за управление на техплощадките по краищата на палубата. Освен аерофинишерите, в носовата част на палубата и при комините са монтирани въжетата на аварийната бариера Куре-4 с хидрозадвижване.

### Авиокатапулт
При модернизацията от 1934 – 1936 г. специалистите на завода от окръг Сасебо провеждат работи по монтаж в носовия край на пневмокатапулта Куре-1  (на японски Курешики итигата хассяки). През 1942 г. в Сасебо (в/ч Нагасаки) се провеждат експерименти за катапултен старт на авиацията. Мощността на пневмоцилиндрите е призната за недостатъчна за тежката торпедоносна авиация, катапулта е демонтиран. Липсата на необходимост от катапултен старт се определя от това, че дължината на полетната палуба при всички тежки проекти самолетоносачи осигурява излитането на витловата авиация чрез свободен разбег.

### Хангари и подемници
Надстроечните самолетни хангари са закрити и двуетажни. Височината на едното ниво съставлява две палубни нива. Долните нива са включени в линкорния корпус, горните представляват кубичен сегмент от надстройката. Всички нива са снабдени със система за вентилация, пожарогасене и подемници. Номерацията на хангарите от носа към кормата е: №1 пред носовия подемник, №2 – 3 зад средния/кърмовия. Сумарната площ на всички нива (7,5 тыс. м²) е най-голямата сред самолетоносачите на Императорска Япония (6,5 хил. м² на „Акаги“ и 5,5 хил. м² при проекта „Шокаку“).
За качването на ЛА от хангара служат три изместени вдясно от ДП подемника с товароподемност до 5 т с огнеупорни щори:
- носов: 12×16 м
- среден: 11×13 м
- кърмов: 14×8 м.

Платформата на подемника е правоъгълна със закръглени ъгли с въжена трансмисия от 4 трюмни електродвигателя със стопорно закрепване в горното положение.

### Маркировка и светотехническо оборудване
За облекчаване на операциите по излитане и кацане полетната палуба на кораба има полетна маркировка с бял цвят от осевата, страничната и двойната стоп линия пред корабния КП. Кърмовия край има предупредителна маркировка във вид на вертикални червено-бели линии. В кърмовата част на палубата по левия борд е нанесена началната буква на названието на кораба за бърза идентификация от въздуха. С цел осигуряване на полетите по здрач и през нощта палубата има комплекс от дублиращи светлини по осевата линия. Носовата част на палубата е отбелязана от напречена редица бели, а кърмовата – от напречен ред червени светлини. Допълнителни светлини отбелязват страничните ръбове на носовата и кърмовата части на полетната палуба. По краищата на полетната палуба са поставени прожекторите за кацане (два хоризонтални реда по 3 лампи с плосък лъч). В носовата част има указател за вятъра във вид на зъфтящи лъчи надлъжно по които се подава охладена тръбопроводна пара, указателя за кацане е в средата на палубата. Двата указателя имат нощно осветяване.

### Оптично насочване
За разлика от приетата във ВМС на САЩ и Великобритания практика за водене на пилота за глисада от Офицер по управление на кацането (на английски: Landing Signal Officer), самолетоносачите на Императорска Япония имат автоматична система за оптично водене при кацане, която позволява на екипажа самостоятелно да контролира ъглите на тангаж, занасяне и крен. Разработената в авиополка на ВМС Касумигаура система е приета на въоръжение от корабната авиация през 1933 г. Корабния водач представлява комбинация от двойка кърмови изстрела със система от лещи: къса в района на задния ръб на шахтата на кърмовия подемник (4 броя вътрешни червени светлини) и дълга отдалечена на 15 м към носа (8 единици външни сини светлини) с общ ъгъл на визиране 6 – 6,5° над кърмата. При оптимален ъгъл на снижение за глисада летеца визира симетричен синьо-червен коридор от светлини. При вертикален ъгъл на отклонение от ъгъла на глисада се нарушава вертикалната, а при страничен – хоризонталната симетричност на светлините по борда на кораба. Мощността на усиления от лещите светлинен поток е достатъчна за кацане в сложни метеорологични условия, видимостта им позволява да се прецени отдалечеността от кораба.

## Камуфлаж
Корабът е боядисан според схемата на строевите кораби на ВМС: бордът, надстройките, металът на палубите, артбатареите са матирани  (на японски гункан иро). Подводната част е тъмночервена, водолинията и върха на комин са черни. МЗА, надводните части и чохлите, настила на палубите не са боядисани. Над форщевена е поставена златната хризантема на династията, по бордовете, на кърмата, с бяло е нанесено наименованието на кораба. С началото на войната е нанесен червен кръг за авиоопознаване на бял фон в носовата част на палубата.

## Авиационно въоръжение
Максималната хангарна вместимост допуска превозването на кораба на 103 самолета. Бюджета отделен от Министерство на финансите предвижда покупката 100 самолета за „Кага“ и 120 самолета за „Акаги“. Щатовете на авиационната бойна част (авиоБЧ) на кораба нееднократно са преразглежани във връзка с развитието на авиацията и вижданията на ВМС за нейното използване. На финалния стадий от модернизация е планирана авиационна БЧ в осем роти (72 екипажа, 90 самолета) в състав три ескадрили по видове авиация. Към момента на началото на нападателната операция срещу Хаваите авиоБЧ на „Кага“ има състав от осем роти (72 екипажа/81 ЛА) с усилена изтребителна авиация и превъоръжаване с най-новите типове авиация.
| Период       | ИАЕ                 | ТАЕ                  | ЛБАЕ                  | Самолето- комплекти | Всичко          |
| ------------ | ------------------- | -------------------- | --------------------- | ------------------- | --------------- |
|              |                     |                      |                       |                     |                 |
| 1936 – 41 г. | 1 рота (9 ед. И-96) | 2 роти (18 ед. Т-94) | 5 роти (45 ед. ЛБ-96) | (18 ед.)            | 8 роти (90 ед.) |
|              |                     |                      |                       |                     |                 |
| 1941 – 42 г. | 2 роти (18 ед. И-0) | 3 роти (27 ед. Т-97) | 3 роти (27 ед. ЛБ-99) | (9 ед.)             | 8 роти (81 ед.) |

## Артилерийско въоръжение

### Система за управление
Групата за насочване на дивизиона на ГК се обслужва от побордни 2 КДП-89 (1929 г.)  (на японски Хатикюшики хоисьодзюнсочи) за ГК с изчисляване на данните за стрелба от побордните централни автомати за стрелба ЦАС-92 (1932 г.)  (на японски Кюнишики сягекибан). Групата за управление на дивизиона за ПВО се обслужва от побордни 2 ед. КДП-91 (1931 г.)  (на японски Кюичишики косясочи) (визьор за централно насочване ВМЦ-14 (1925 г.) и морски далекомер за следене ДМ-14 (6 м)  (на японски Итийоншики хоисьодзюн сочи/Итийоншики соккьоги)). СУО за ГК и ПВО позволява да се води едновременно поборден огън
- СУО на ГК – на дистанция до 120 каб. (22,2 км) по две морски надводни цели със съпровождение от КДП-89 и пресмятане на данните от ЦАС-92 (по пет ствола на арткомплекса на ГК АК-3 8 дм)
- СУО на ПВО – на дистанция до 70 каб. (13 км) по две групови въздушни цели (до 500 км/ч) със съпровождение и изчисление на данните от КДП-91 (по шест ствола на универсалния арткомплекс АК-89 5 дм)

СУО за МЗА включва 6 ед. батарейни визьора ВМЦ-95 МЗА  (на японски Кюгошики кидзю косясочи)(1935 г.) със синхронизирано предаване на постоянен ток към батареите АК-96 1 дм.
Към 1940 г. недостатък на системата за управление на огъня се явява насочването изключително чрез морски оптични прибори (липсата на РЛС) и невъзможността да се обстрелва една цел от батареите по различните бордове над полетната палуба.

### Главен и универсален калибър
- АК-89 и АК-96 по десния борд

Дивизионът на ГК обслужива петте казематни АУ на ГК (10 ед. на арткомплекса АК-3 8 дм) с далечина на стрелбата до 120 каб. (22,2 км). Скорострелността АК-3 е до 5 изстрела в минута (начална скорост 870 м/с, маса на снаряда 110 кг, фиксиран ъгъл на зареждане 5°). Специалистите смятат за грешка съхраняването на съвременен авионосен кораб на казематен ГК с крайно ограничени ъгли на обстрел с предположение за по-целесъобразно запазването на кули с кръгов обстрел, както е на самолетоносачите от проекта „Лексингтън“. Като цяло, към края на 1930-те години даже в консервативна Императорска Япония наличието на оръдия от ГК на самолетоносачите започва да се счита за анахронизъм.
Дивизионът на ПВО се обслужва от осем спонсонни батареи на универсалния морски арткомплекс АК-89 (16 ед. стволове, 5 дм). Далечината на стрелба на арткомплекса АК-89 е 70 каб. (13 км), досегаемост по височина 9,5 км, скорострелност до 12 – 14 изстрела/мин (180 изстрела на ствол). Арткомплексът е с начална скорост до 720 м/сек. Води огън с фугасни и осколочно-фугасни снаряди с разделно зареждане и маса 32,4 кг. Те имат дистанционен взривател. При ъгъл на възвишение 45° ефективната досегаемост по височина е 9,5 км, ефективната далечина на навесния огън е до 15 км. Техническата скорострелност на системата е до 14 изстрела/мин. Настройването на дистанционния въздушен взривател се прави на основа данните от КДП-91.
Дивизионът на МЗА обслужва седем батареи МЗА (14 ед. сдвоени АК-96, 28 ствола, 1 дм). Автоматичното оръдие АК-96 (Хочкис) е с начална скорост 900 м/с и води огън с унитарни фугасни и осколочно-фугасни патрони 1 дм/2,5 кг. При максималния ъгъл на възвишение от 85° ефективната досегаемост по височина 5,5 км, ефективна далечина до 7,5 км. Техническата скорострелност е до 2 изстрела/сек. (пълнител с 15 патрона). Батарейното насочване на АК-96 е от силови синхронизирани механизми на постоянен ток от батарейните визьори за МЗА ВМЦ-95.

## История на службата

### 2-ра авионосна дивизия

#### Интервенция в Китай (1937 г.)

##### Окупация на Шанхай
- Щабът на десантно-щурмовата бригада на ВМС в Шанхай
(1937 г.)
- Обслужване на авиацията на палубата на „Кага“ 
(Източнокитайско море, 1937 г.)

С началото и бързата ескалация на конфликта в Китай през лятото на 1937 г. Императорска Япония включва в състава на 3-ти Флот на ВМС в Източнокитайско море 1-ва (самолетоносачите „Рюдзю“-„Шохо“) и 2-ра авионосни дивизии („Кага“). От Сасебо те преминават през Източнокитайско море към архипелага Чжоушан на около 100 мили от град Шанхай. АвиоБЧ на двете дивизии имат на въоръжение старите биплани И-90 и Т-89 (обр. 1929 – 30 г.), в авиоБЧ на „Кага“ частично има и по-съвременните И-95 (обр. 1935 г.). Задачата на изтребилените ескадрили на двете дивизии е задържането на превъзходството във въздуха над града, където е разположен щабът на десантно-щурмовата бригада на ВМС в Шанхай и портовите съоръжения за корабите. Задачата на ударните ескадрили е въздушното прикритие на наземните части на територията на града и провинция Дзянсу.
Единственият към този момент тежък самолетоносач на Япония, „Кага“, закъснява за голямото нападение на ВВС на Гоминдана срещу Шанхай на 13 август 1937 г. Според свидетелството на командира на ескадрилата на изтребителната авиация (капитан 3-ти ранг Т. Шибата), комеска на ТАЕ (капитан 3-ти ранг Ц. Иваи) иска прикритие, но личният състав е уверен в способността си да се справи с ПВО. На 15 – 16 август 1937 г. при двете вълни над района Пудун загубите съставляват до рота торпедоносци и два пикировача (загива капитан-лейтенант С. Ан). Прикритието (капитан-лейтенант С. Игараши, рота ИА) сваля пикировач SBU и два разузнавача O-2. На 17 август 1937 г. четворка „И-90“ от ИАЕ на „Кага“ (с командир старшина М. Чойода) там сваля още една двойка на противника. На 22 август 1937 г. ИАЕ на „Кага“ получава на въоръжение опитна шестица моноплани И-96 (с командир лейтенант от ВМС М. Накаджима). На 4 – 5 септември 1937 г. в боевете с ИА на Гоминдана (от самолети Къртис F11C) в делтата на река Яндзъ ротата на капитан-лейтенанта М. Игараши унищожава осем противника. Според думите на представителя на главното командване при щаба на 3-ти Флот на ВМС (капитан 2-ри ранг Е. Широ), благодарение на точната работа на авиацията, окупацията на града отмена по-малко от седмица. В края на септември 2-ра АД на ВМС е отведена в окръг Сасебо, където ИАЕ на „Кага“ е напълно превъоръжена с И-96.

##### Бойни действия през 1938 г.
До края на 1938 г. 2-ра АД на ВМС се базира на остров Тайван (порт Тайпей), откъдето съвместно със сводна авиобригада (САБр) №1 на ВМС в Китай поддържа напредващите към град Нанкин десентно-щурмови части на ВМС и Сухопътните войски. От пролетта на 1938 г. авиацията на 3-ти флот на ВМС води атаки по железопътните възли в провинция Хэбэй. На 12 април 1938 г. групите попадат под удара на ИАЕ на Гоминдана (12 ед. SS.37). На 15 април 1938 г. при атаката над летище аэродрома Байун (на град Гуанджоу) ИАЕ на „Кага“ като прикритие използва две роти ИА (шест И-96 и пет И-95), които свалят до петнадесет машини на противника при загуба на трима летци. В края на лятото на 1938 г. щабът на САБр №1 получава информация за концентрация на противника на летище Намъюн (по жп линията Гуанджоу-Ханку близо до Дзянси). На 30 август 1937 г. шест ЛБАЕ на „Кага“ (броя на прикритието е неизвестен) попада под удара на две ескадрили (21 ед. F11C) на ВВС на Гоминдана, заявявайки до двадесет победи (4 неподтвърдени) при гибелта на два пилота.
Според мемоарите на вахтения помощник на „Кага“ от периода на интервенцията (лейтенант от ВМС М. Итакура), с началото на бойните действия на кораба са отбелязвани случаи на жестоко отношение към новобранците от страна на старите войници, самоволно напускане на частта и самоубийства сред личния състав, кражби и пиянство на борда. В базата командния състав незаконно консумира спиртни напитки, и след изтеглянето си от района на бойните действия командването е принудено да предприеме жестки дисциплинарни мерки спрямо личния и командния състав.

### 1-ва АД на 1-ви ВФ на ВМС (1941 – 42 г.)
На 10 април 1941 г. Главният щаб на Императорските ВМС взема решение за сформирането на 1-ви Авиационен флот на ВМС (с командващ флота вицеадмирал Чуичи Нагумо, НЩ контраадмирал Р. Кусака) в състав АД №1 и 2 (самолетоносачите „Кага“-„Акаги“, самолетоносачите „Сорю“-„Хирю“). От есента на 1941 г. в структурата на 1-ви АФ е придадена и 5-а АД (самолетоносачите „Шокаку“-„Дзюйкаку“, 11-а ДР – разрушителите „Фубуки“-„Шираюки“-„Хацуюки“).

### УдарътсрещуТихоокеанския флотнаВМС на САЩ
- Командващ на 1-и АФ на Императорските ВМС, вицеадмирал Чуичи Нагумо (1941 г.)
- НЩ 1-и АФ на Императорските ВМС, контраадмирал Р. Кусака (1941 г.)
- Командир на 2-ра АД на Императорските ВМС, контраадмирал Тамон Ямагучи (1941 г.)
- Офицер от авиацията на щаба на 1-и АФ на Императорските ВМС, капитан 2-и ранг Минору Генда (1941 г.)

За прикритие на операциите на Южния фронт (превземането на нефтоносните райони Индонезия) първата операция на 1-ви АФ е настъпателната операция срещу Хаваите. Задачата на корабната авиация и подводните сили е удар по корабите и личния състав на централния гарнизон на Тихоокеанския флот на САЩ в пристанището на Пърл Харбър и изваждането от строя на неговите основни сили. В периода септември-октомври 1941 г. авиацията на 1-ви АФ на ВМС води подготовка за нападението в Сасебо (заливите Кинко, Шибучи и Шаики). ТАЕ на 1-ва АД (7 роти) се базират на военното летище на ВМС е Кагошима, ЛБАЕ (5 роти) – на военното летище на ВМС Томидака, ИАЕ на 1-ва и 2-ра АД (8 роти) – на военното летище на ВМС в Шаики.
За торпедната атака срещу корабния състав на ТОФ на САЩ НИИ по технологии на ВМС, заводът на окръг Сасебо и цехът по въоръжения на завода Мицубиши в Нагасаки разработват модификация на авиоторпедото Т-91 за атаки в плитководие (максималната дълбочина на главната котвена стоянка Форд в порт Пърл Харбър не надвишава 12 м). Към средата на ноември цехът по въоръжения на окръга на ВМС в Сасебо изготовя партия Т-91 (100 ед.) с дървени стабилизатори. Партията е качена на намиращия се в окръга „Кага“, който на 17 ноември 1941 г. отплава към мястото на сбор на силите на 1-ви АФ (военното пристанище Шаики), където самолетоносачите също примат от брега сили на авиацията. На 18 ноември 1941 г. под прикритието на 1-ва дивизия крайцери и 8-а дивизия на леките сили 1-ви АФ от Сасебо през Японско море започва преход към мястото на сбора на атакуващата групировка при Курилските острови (залива Касатка). „Кага“ отплава от Шаики на 20 ноември 1941 г. с бригада на завода Мицубиши в Нагасаки (100 души) за калибровка на модифицираната партия торпедно въоръжение. Независимо от по-ниската си скорост, корабът с един ден изпреварва силите на 1-ви АФ, навлизайки в залива Касатка към 23 ноември 1941 г. След събирането на силите в залива, партия авиоторпеда с катери е предадена на останалите кораби, след което бригадата граждански специалисти слиза на брега. За съхраняване на тайната на излизането на авионосните сили, гражданските специалисти получават правото да се върнат в метрополията едва след 8 декември 1941 г. На 26 ноември 1941 г. силите започват плаване от Касатка към Хавайския архипелаг през северните райони на Тихия океан, като с цел запазване на секретността избягват пътищата на търговското корабоплаване. Във връзка с крайно сложните щормови условия в началото на зимата и режима на радиомълчание на 3 декември 1941 г. на „Кага“ е отнесен в морето и загива един от членовете на горната вахта.
Сутринта на 6 декември 1941 г. 1-ви АФ скрито се е придвижил на 600 мили северно от остров Оаху, където на екипажите е обявен текстът на Императорския рескрипт за началото на бойните действия срещу САЩ, Великобритания и Нидерландия. В 06:00 на 7 декември 1941 г. (01:30 на 8 декември 1941 г. по Токио) авиоБЧ на „Кага“ вдига две усилени роти ТАЕ (14 и 12 ед. с БРАБ-99 (оперен снаряд 16 дм) и Т-91) и рота на ИАЕ. Независимо от данните на авиоразузнаването и наблюдението в пристанищата групите няма инструкции за възможното отсъствие на тежките кораби в Пърл Харбър. На свръхмалка височина рота ТАЕ провежда успешен пуск срещу ЛК №44 „Калифорния“. След торпедната атака срещу стоянката на удар с БРАБ-99 са подложени ЛК №43 „Тенеси“, №48 „З. Вирджиния“ и №36 „Невада“. Обективни данни за резултатността на тези удари няма, но една БРАБ-99 предположително уцелва ЛК №36 „Невада“ пред носовата кула на ГК, унищожавайки кубриците на командния състав. Във второто нападение, час по-късно, група със същата численост излита към военното летище на остров Форд. Загубите от двете вълни съставят до тридесет полота (четири И-0, пет Т-97 и шест ЛБ-99).
| Групи на авиоБЧ на „Кага“ (настъпателна операция Хавай, края на 1941 г.) | Групи на авиоБЧ на „Кага“ (настъпателна операция Хавай, края на 1941 г.) | Групи на авиоБЧ на „Кага“ (настъпателна операция Хавай, края на 1941 г.) | Групи на авиоБЧ на „Кага“ (настъпателна операция Хавай, края на 1941 г.) | Групи на авиоБЧ на „Кага“ (настъпателна операция Хавай, края на 1941 г.) | Групи на авиоБЧ на „Кага“ (настъпателна операция Хавай, края на 1941 г.) | Групи на авиоБЧ на „Кага“ (настъпателна операция Хавай, края на 1941 г.) |
| Вълна                                                                    | Група                                                                    | Командир                                                                 | Роти                                                                     | Звена                                                                    | Тип ЛА                                                                   | Брой ЛА                                                                  |
| ------------------------------------------------------------------------ | ------------------------------------------------------------------------ | ------------------------------------------------------------------------ | ------------------------------------------------------------------------ | ------------------------------------------------------------------------ | ------------------------------------------------------------------------ | ------------------------------------------------------------------------ |
| 1-ва                                                                     | 6-а                                                                      | к-н 3-ти ранг Т. Хашигучи (комеск на ТАЕ)                                | 1-3-та                                                                   | № 41 – 43 № 45 – 47 № 51 – 52                                            | Т-97 (БРАБ-99)                                                           | 14 ед.                                                                   |
| 1-ва                                                                     | 16-а                                                                     | к-н-л-т К. Китаджима                                                     | 1-3-та                                                                   | № 23 – 29                                                                | Торпедоносци Т-97 (Т-91)                                                 | 12 ед.                                                                   |
| 1-ва                                                                     | ИА № 2                                                                   | к-н-л-т Й. Шига                                                          | 1-ва ИА                                                                  | № 1 – 3                                                                  | И-0                                                                      | 9 ед.                                                                    |
| 2-ра                                                                     | 16-а                                                                     | к-н-л-т С. Макино                                                        | 1-3-та                                                                   | № 23 – 29                                                                | ЛБ-99                                                                    | 26 ед.                                                                   |
| 2-ра                                                                     | ИА № 2                                                                   | к-н-л-т Е. Никайдо                                                       | 1-ва ИА                                                                  | № 1 – 3                                                                  | И-0                                                                      | 9 ед.                                                                    |

### В началото на 1942 г.
През януари 1942 г., заедно с „Акаги“, „Кага“ осигурява поддръжка в битката при Рабаул на архипелага Бисмарк. На 9 февруари самолетоносачът се натъква на риф край Палау и поема вода. След временен рамонт корабът поема към Тиморско море, където на 19 февруари участва в бомбардировката над Даруин. Потопени са 9 кораба, включително американския разрушител „Пиъри“. През март същата година самолетоносачът осигурява въздушно прикритие в нападението над остров Ява.
„Кага“ не взима участие в рейда в Индийския океан през април, заради щетите от сблъсъка с рифа през февруари – вместо това корабът е изпратен в Сасебо за ремонт.

### Битката при Мидуей
През май 1942 г., „Кага“ потегля на последната си мисия. На борда си има 30 изтребителя Мицубиши А6М Зеро, 23 пикиращи бомбардировача Аичи Д3А „Вал“ и 30 бомбардировачи торпедоносци Накаджима B5N. На 4 юни самолетите извършват въздушен удар по Мидуей, но корабът на свой ред попада под атаката на американците. В 10:22 ч. пикиращи бомбардировачи „Дъглас SBD Донтлес“ от „Ентърпрайз“ уцелват „Кага“ с най-малко четири 453,6-килограмови бомби, които предизвикват експлозии и пожари сред наредените самолети на хангарната палуба. Капитан Окада е убит от бомба, която удря мостика. В 14:00 ч. е дадена заповед да се напусне кораба, тъй като е невъзможно да се потушат пожарите.
В 14:10 ч. американската подводница „Наутилус“ изстрелва торпедо по „Кага“, но то не експлодира. Екипажът е спасен от миноносците „Хагикадзе“ и „Маикадзе“. В 19:25 ч. самолетоносачът е потопен с две торпеда – точните координати са 30°20' с. ш. и 179°17'з. д..

## Командири на кораба[45]
- Сейзабуро Кобаяши (главен офицер по снабдяването) – (10 март 1927 – 1 декември 1927 г.)
- Гиичиро Кавамура (главен офицер по снабдяването) – (1 декември 1927 – 1 март 1928 г.)
- Гиичиро Кавамура – (1 март 1928 – 1 декември 1930 г.)
- Секизо Уно – (1 декември 1930 – 1 декември 1931 г.)
- Джиро Ониши – (1 декември 1931 – 15 ноември 1932 г.)
- Шуничи Окада – (15 ноември – 28 ноември 1932 г.)
- Горо Хара – (28 ноември 1932 – 14 февруари 1933 г.)
- Соносуке Кобаяши – (14 февруари 1933 – 15 ноември 1933 г.)

| No. | Портрет | Пагони | Чин във ВМС                                                      | Име             | Заемащ длъжността                       | Забележки             |
| --- | ------- | ------ | ---------------------------------------------------------------- | --------------- | --------------------------------------- | --------------------- |
| 1   |         |        | Капитан 1-ви ранг                                                | Ейджиро Кондо   | 15 ноември 1933 – 15 ноември 1934 г.    |                       |
| 2   |         |        | Капитан 1-ви ранг                                                | Тейзо Мицунами  | 15 ноември 1934 – 1 декември 1936 г.    |                       |
| 3   |         |        | Капитан 1-ви ранг                                                | Аяо Инагаки     | 1 декември 1936 – 1 декември 1937 г.    |                       |
| 4   |         |        | Капитан 1-ви ранг                                                | Кацуо Абе       | 1 декември 1937 – 25 април 1938 г.      |                       |
| 5   |         |        | Капитан 1-ви ранг, повишен в контраадмирал на 15 ноември 1938 г. | Ичиро Оно       | 25 април – 15 декември 1938 г.          |                       |
| 6   |         |        | Капитан 1-ви ранг                                                | Сецузо Йошитоми | 15 декември 1938 – 15 ноември 1939 г.   |                       |
| 7   |         |        | Капитан 1-ви ранг                                                | Кюджи Кубо      | 15 ноември 1939 – 15 октомври 1940 г.   |                       |
| 8   |         |        | Капитан 1-ви ранг                                                | Садайоши Амада  | 15 октомври 1940 – 15 септември 1941 г. |                       |
| 9   |         |        | Капитан 1-ви ранг, повишен в контрадмирал                        | Джисаку Окада   | 15 септември 1941 – 4 юни 1942 г.       | Загива с кораба в бой |

## Откриване на останките
През 1999 компанията „Nauticos“ открива останки от корабокрушение, които по-късно са идентифицирани като тези на „Кага“. Фондът на Пол Алън в продължение на години се занимава с издирването на потъналите кораби през Втората световна война. Част от обломките на „Кага“ са открити през 1999 г., напълно корпусът е намерен на 18 октомври 2019 г. от научноизследователския съд „Петрел“ на дълбочина над 5 км. Корпусът, който е относително цял, лежи на дъното на океана на ровен кил, северозападно са разхвърляни елементи от надстройките. Всички обломки са покрити със слой тиня и морски организми.

### На руски език
- Авианосец Kaga – 1 единица. Авианосцы. В.Дашьян. Корабли Второй мировой войны. ВМС Японии. Часть 1
- Энциклопедия кораблей[неработеща препратка]
- Nihon Kaigun: Kaga
- Хорикоши Д., Окумия М., Кайдин М. Зеро! (Японская авиация во Второй мировой войне) – М: ACT, 2001, c. 255
- В. В. Сидоренко, Е. Р. Пинак. Японские авианосцы Второй Мировой. Драконы Перл-Харбора и Мидуэя.   Москва, Коллекция, Яуза, Эксмо, 2010, 160 с. ISBN 978-5-669-40231-1.

### На английски език
- Hans Lengerer. The aircraft carrier of the Shokaku class.   Mechanicsburg, MD, Conway Maritime Press, 2015. ISBN 978-1591146001. с. 90 – 109.
- John B. Lundstrom The First Team and the Guadalcanal Campaign: Naval Fighter Combat from August to November 1942, Naval Institute Press (July 1, 2005) ISBN 1-59114-472-8

### На японски език
Историческа
Серия История на Тихоокеанската война на отдела по военна история на НИИ УНО, изд. Асагумо Симбун 1969 – 1980 г. 『防衛庁防衛研修所戦史室 戦史叢書第31巻, 朝雲新聞社, 1969 – 80年
- т.10 Операция „Хавай“, 1969 г.『戦史叢書10 ハワイ作戦』, 1969年。
- т.29 „Операции на ВМС на Северния фронт“, 1969 г.『戦史叢書29　北東方面海軍作戦』 朝雲新聞社, 1969年。
- т.31 „Военни програми на ВМС до ноември 1941 г.“, 1969 г. 『海軍軍戦備＜1＞ 昭和十六年十一月まで』戦史叢書第31巻, 1969年。

* Таблици
* 3.1 Строеви списъци на ВМС за 1931 г. Кораби 1-ви ранг 第三その一「昭和六年三月調艦艇要目等一覧表 その一 軍艦」
* 4.1 Строеви на списъци на ВМС за 1938 г. Кораби 1-ви ранг и разрушители 第四その一「昭和十三年三月調艦艇要目等一覧表 その一 軍艦、駆逐艦」
- т.49 Операции на ВМС на Южния фронт преди началото на настъплението срещу о. Гуадалканал., 1971 г.『戦史叢書　南東方面海軍作戦(1)　ガ島奪還作戦開始まで』
- т.71 Управление на ВМС на Главното командване и Обединения Флот на ВМС, разд. 4, Оперативни планове от третия период на войната, 1974 г.『戦史叢書71 大本営海軍部・連合艦隊4 第三段作戦中期』 1974年。

Историческо дружество на ВМС „Кайгун Юсюкай“
- История на корабите на Императорска Япония след края на шогуната (в снимки), Историческо дружество на ВМС, 1935 г.

Научно дружество на ВМС (1930 – 40-те г.)
- Албум с корабите на ВМС на Императорска Япония за 2600 (1940) г.
- История на корабите на Императорска Япония след края на шогуната (в снимки), Историческо дружество на ВМС, 1935 г.
- Джобен ежегодник на ВМС: Япония, Великобритания, САЩ, Италия и Германия (1935 г.)
- Джобен ежегодник на ВМС: Япония, Великобритания, САЩ, Италия и Германия (1937 г.)

Сборници
- Т. Уцуномия, Албум на военните кораби, изд. Уцуномия, 1936 г.
- Корабостроителен завод Кавасаки. „Четиридесет години корабостроителен завод на Кавасаки“
- Албум с големите учения и парад на ВМС в град Кобе (11 гр. Шова/1936 г.), Кметство на гр. Кобе, 1936 г.
- Т. Накаджима, Самолетоносачи, изд. Сансейдо, 1930 г.
- Самолетоносачи, изд. Асахи Симбун, 1942 г.
- С. Кимата Бойната история на самолетоносачите на Япония, изд. Тошу, 1977 г. 木俣 滋郎 (著) 日本空母戦史 (1977年) －
- Серия Корабна техника, Ф. Хашегава Самолетоносачите на Япония, изд. Гран при, 1997 г. 長谷川 藤一 (著) 日本の航空母艦―軍艦メカニズム図鑑 グランプリ出版 (1997/09) ISBN 4-87687-184-1
- А. Нахамацу, Авиацията на ВМС, изд. Тоей, 1942 г.
- Я. Иджава Истребителната авиация на ВМС, изд. Канто, 1942 г.
- М. Накаяма Боевете в небето на Китай. Неизвестната война, изд. Дай Нипон ега, 2007 г. 中山 雅洋, 中国的天空 ―沈黙の航空戦史, 大日本絵画, 2007, ISBN 4-499-22944-8
- М. Ичакура Непотопимата подводница. Юношеството на командира-подводничар, изд. Кьо-но вадай, 1995 г. 板倉光馬 『どん亀艦長青春記 伊号不沈潜水艦長の記録』 光人社NF文庫、1995年2月。ISBN 4-7698-2075-5。
- Д. Катакура Поименна история на корабите на Обединения Флот на ВМС. Славата и трагедията на осемстотин и шестдесет кораба, изд. Шио шебо кодзин, 2014 г. 片桐 大自 (著) 聯合艦隊軍艦銘銘伝―全八六〇余隻の栄光と悲劇 出版社: 潮書房光人社 (2014/3/1) ISBN 4-7698-1565-4
- Ш. Ямакава Корабните пикировачи. Летопис на фаталната борба, изд. Кьо-но вадай, 1985 г./ 山川新作 『空母艦爆隊 艦爆搭乗員死闘の記録』 今日の話題社、1985年。ISBN 4-87565-118-X。
- Ч. Кофукуда Записки за войната във въздуха. Разкази на комеска на изтребители, изд. Коджин, 2004 г. (著) 指揮官空戦記―ある零戦隊長のリポート 出版社: 光人社; 新装版 (2004/1/1) ISBN 4-7698-2044-5
- Т. Йошида Командирите на Тихоокеанската война. Мислите и плановете на младите, изд. Коджин, 1984 г. 吉田俊雄 『指揮官たちの太平洋戦争 青年士官は何を考え、どうしようとしたか』 光人社、1984年8月。ISBN 4-7698-0242-0。
- М. Чояма История на корабите в лицата на командирите, изд. Коджин, 2005 г. 外山 操 (著) 艦長たちの軍艦史 出版社: 光人社 (2005/05) ISBN 4-7698-1246-9
- Дружество на летците-изтребители 0 Изтребителите „0“.Така се сражавахме, изд. Бунсюн Неско, 2004 г. 零戦、かく戦えり! 零戦搭乗員会 (著) 出版社: 文春ネスコ (2004/7/1)ISBN 4-89036-203-7
- Дружество за изучаване на Тихоокеанската война, Занимателна Тихоокеанска война. Това не се учи в училище: всички жестоки сражения, започвайки от съдбоносния Пърл Харбър, изд. Нихон Бунгей, 2000 г. 太平洋戦争研究会 (著) 面白いほどよくわかる太平洋戦争―日本の運命を決めた「真珠湾」からの激闘のすべて (学校で教えない教科書) 出版社: 日本文芸社 (2000/8/1) ISBN 978-4-537-25001-5

Техническа
- Ш. Макино Обзор на корабостроителните технологии на ВМС, изд. „Кьо-но вадай“т.1 – 2, 1987 г. 海軍造船技術概要＜上下巻セット＞牧野　茂 (編集), 福井　静夫 (編集) 出版社: 今日の話題社; 初版 (1987) ISBN 4-87565-205-4
- Ш. Макино, Ш. Фукуи История на корабите на ВМС, т.3 Самолетоносачи, плаващи бази за авиацията, плаващи бази за подводниците, изд. Bestsellers Publishing Company, 1982 г. 海軍艦艇史 (3) 航空母艦.水上機母艦.水雷・潜水母艦 (英語), Bestsellers Publishing Company (1982), 福井 静夫 (著) ISBN 4-584-17023-1
- Научно дружество на корабостроителите История на корабостроенето от Шова, т.1 Корабостроенето преди Тихоокеанската война, изд. Хара, 1977 г. 昭和造船史 第1巻 戦前・戦時編 原書房1977/10 日本造船学会, ISBN 4-562-00302-2

Материали на НИИ на Министерство на отбраната на Япония
- Ref. C08050442800, Линкорите „Тоса“. Построяването на корпуса на „Кага“ (1) 『軍艦土佐 加賀製造一件(1)』。
- Ref. C08050442900, Линкорите „Тоса“. Построяването на корпуса на „Кага“ (2) 『軍艦土佐 加賀製造一件(2)』。
- Ref. C04016181400, Поръчката на линкорите „Кага“ и „Тоса“ на цивилни корабостроителни заводи『戦艦加賀土佐を同時に私立造船所に注文の件』。
- Ref. C04016181500, Стойност на бронирането на линкора „Тоса“『軍艦土佐用甲鉄費予算の件』。
- Ref. C04016181600, Буксирането на линкора „Кага“ в главната база на ВМСю『加賀回航の件』。
- Ref.C04016181800-2100 Списъци на екипажа на линкора „Кага“ при буксирането във военното пристанище Йокосука, т.1 – 4 『軍艦加賀横須賀軍港回航中便乗御願の件(1 – 4)』
- Ref.C04016182200 Преустройството на корпуса на „Кага“ в самолетоносач 『軍艦加賀を航空母艦に改造する件』。
- Ref.C05022107100 Документи от Кабинета на министрите (Строго секретно, №1757 от 7.12.28) За направата на временен островен КП и КП за авиоБЧ на самолетоносача „Кага“「官房機密第1757号 7.12.28 軍艦加賀塔型補助艦橋及飛行科指導所仮説の件」

Корабни дневници
- Ref. C13120033300, Оперативен дневник на 5-а АД на Императорска Япония за декември 1941 г.『第5航空戦隊戦時日誌(作戦及一般之部)昭和16年12月/4.参考』。
- Ref. C08051585400, Бойни доклади на авиоБЧ на „Кага“, декември 1941 г. – юни1942 г.『昭和16年12月～昭和17年6月 加賀飛行機隊戦闘行動調書』。

Заповеди на ВМС
- Ref.C13071970900 Списък на вътрешните заповеди за ВМС за 1 юни 1937 г. Издание 10, т.2, приложение 1. 4. Личен състав『昭和12年6月1日現在 10版 内令提要追録第2号原稿/巻1 追録／第3類 定員(4)』。